# Elleve i Las Vegas
Elleve i Las Vegas (originaltitel: Ocean's 11) er en amerikansk film fra 1960 instrueret og produceret af Lewis Milestone, baseret på et manuskript af Harry Brown og Charles Lederer. Filmen er baseret på en historie af George Clayton Johnson og Jack Golden Russell og har en ensemblebesætning bestående af fem medlemmer af Rat Pack: Frank Sinatra, Dean Martin, Sammy Davis Jr., Peter Lawford og Joey Bishop. Handlingen centrerer omkring en række kasinorøverier i Las Vegas og filmen har tillige medvirken af Angie Dickinson, Richard Conte, Cesar Romero, Patrice Wymore, Akim Tamiroff og Henry Silva i hovedrollerne. Derudover inkluderer filmen gæsteoptrædener af Shirley MacLaine, Red Skelton og George Raft.
Ocean's 11 havde premiere i Las Vegas den 3. august 1960 og fik biografpremiere i resten af USA den 10. august af Warner Bros. Pictures. Filmen fik blandede anmeldelser fra kritikere.

## Handling
Verdenskrigsveteranerne Danny Ocean og Jimmy Foster rekrutterer ni kammerater fra deres enhed i 82nd Airborne Division til samtidig at røve fem Las Vegas kasinoer : Sahara, Rivieraen, Desert Inn, Sands og Flamingo .
Banden planlægger det omstændelige nytårstyveri med præcisionen af en militær operation. Josh Howard tager et job som sanitetsarbejder, der kører en skraldebil, mens andre får job på de forskellige kasinoer. Sam Harmon underholder i en af hotellets lounger. Nedrivningsafgifter er plantet på et lokalt el-transmissionstårn, og backup-elektriske systemer er skjult omkoblet i hvert kasino for at åbne kasseburene, når den automatiske generator starter. Ved midnat nytårsaften sprænges tårnet i luften, og Las Vegas Strip bliver mørk, da mændene sniger sig ind i pengeburene, holder kassedamerne op og smider deres indsamlingsposer i hotellernes skraldespande. En skraldebil ført af Josh samler poserne op og passerer gennem politiblokaden. Alt ser ud til at være forløbet uden problemer.
Bandens elektriker, Tony Bergdorf, falder død om af et hjerteanfald midt på The Strip. Dette vækker politiets mistanke, som begynder at spekulere på, om der er nogen forbindelse til de pågældende tyverier. Den reformerede gangster Duke Santos tilbyder at inddrive kasinochefernes penge for en procentdel af udbyttet. Da røveriet virker velorganiseret, antager han først, at det kunne være en operation udført af mafiaen, indtil hans underverdenforbindelser nægter enhver involvering. Duke er forlovet med Fosters mor, og under en samtale nævner hun tilfældigt, at Foster og Ocean begge uventet er i Las Vegas efter at have kæmpet sammen i hæren. Duke hører også om Bergdorfs militære rekord fra politiet. På det tidspunkt, hvor Bergdorfs lig ankommer til lighuset, begynder Duke at samle puslespillet og sammenkoble tingene.

## Medvirkende

### Ocean's 11
Filmen har fået sit navn fra denne gruppe på 11:
- Frank Sinatra som Danny Ocean
- Dean Martin som Sam Harmon
- Sammy Davis Jr. som Josh Howard
- Peter Lawford som Jimmy Foster
- Richard Conte som Tony Bergdorf
- Joey Bishop som "Mushy" O'Connors
- Henry Silva som Roger Corneal
- Buddy Lester som Vince Massler
- Richard Benedict som George "Curly" Steffans
- Norman Fell som Peter Rheimer
- Clem Harvey som Louis Jackson

### Andre
- Angie Dickinson som Beatrice Ocean
- Cesar Romero som hertug Santos
- Patrice Wymore som Adele Elkstrom
- Akim Tamiroff som Spyros Acebos
- Ilka Chase som fru Restes
- Jean Willes som Gracie Bergdorf
- Hank Henry som Mr. Kelly, begravelsesmanden
- Lew Gallo som jaloux ung mand
- Robert Foulk som sherif Wimmer

### Gæsteoptrædener
- George Raft som Jack Strager (kasinoejer) [2]
- Red Skelton som sig selv
- Shirley MacLaine som beruset kvinde [3] (Martins kysser)
- Red Norvo som Himself/Hotel Vibraphonist (Martins band, når han synger " Ain't That a Kick in the Head? ") [3]
- Shiva som slangedanser

## Produktion
Peter Lawford blev først fortalt om filmens grundlæggende præmis af instruktør Gilbert Kay, som havde hørt ideen fra en tankstationsbetjent. Lawford købte rettighederne i 1958 og forestillede sig William Holden i spidsen. Frank Sinatra blev interesseret i ideen, og en række forfattere arbejdede på projektet. Da Lawford først fortalte Sinatra om historien, jokede Sinatra: "Glem filmen, lad os tage jobbet!"
Den animerede titelsekvens er designet af Saul Bass. Filmens afsluttende skud viser hovedrolleindehaverne gå væk fra begravelseshjemmet, med Sands Hotel-teltet bag sig, og viser deres navne som hovednavne.

## Optagelsessteder
Las Vegas-delen af filmen blev optaget på stedet på hotellerne Flamingo, Sands, Desert Inn, Riviera og Sahara. Desuden blev et segment også filmet på den tidligere Las Vegas Union Pacific station.
To Beverly Hills-lokationer blev brugt i filmen: åbningsbarbershopscenen blev filmet på 9740 Wilshire Boulevard, og scenerne i Spyros Acebos's hus blev filmet på 230 Ladera Drive, som tilhørte Hollywood-agenten Kurt Frings.

## Modtagelse
Filmen fik blandede anmeldelser fra kritikere. Bosley Crowther fra The New York Times kunne ikke lide filmen, fordi han mente, at "der ikke er nogen indbygget indikation af, at drengene har gjort noget forkert. Der er bare et ironisk, uventet og decideret åndssvagt twist, hvorved de bliver frataget deres belønning og det, der synes at være retfærdig dessert. Dette er fejlen ved billedet - dette og den tilfældige kendsgerning, at en massiv røveri af Las Vegas ikke ville være så let, som det fremstilles."
Variety skrev, at filmen "ofte var et resonant trick væk fra at blive til en musikalsk komedie. Arbejder under handicappet af et konstrueret manuskript, en usikker tilgang og personligheder, der i bund og grund spiller sig selv, gør Lewis Milestone-produktionen aldrig helt sin pointe, men boltrer sig langs lystigt ubekymret over, at det ikke gør det". Leo Sullivan fra The Washington Post kaldte filmen "intet mere end en kæmpe syg joke i Technicolor ... Det er en fuldstændig amoralsk fortælling, fortalt til grin".

## Udgivelser til hjemmebrug
Ocean's 11 blev udgivet på video af Warner Home Video den 9. februar 1983 som en del af dens "A Night At the Movies"-serie, der indeholdt en Hearst Metrotone Newsreel, en Warner Bros. animeret kortfilm og en trailer for kommende attraktioner til film fra 1960. Filmen blev udgivet på Blu-ray disk til 50-års jubilæum den 9. november 2010. Bonusfunktionerne på disken inkluderer:
- Særlig kommentar af Frank Sinatra Jr. og Angie Dickinson
- "Vegas kort" — minidokumentarer af de fem kasinoer, der er involveret i filmen
- Tonight Show- klip af Angie Dickinson med Frank Sinatra som vært fra 14. november 1977
- "Tropicana Museum Vignette"